# Hendré Stassen
Pas d'image ? Cliquez ici

a Compétitions nationales et continentales officielles uniquement.

b Matchs officiels uniquement.
Dernière mise à jour le 10 mars 2025.
Hendre Stassen, né le 29 décembre 1997, est un joueur sud-africain de rugby à XV jouant au poste de deuxième ligne ou de troisième ligne aile.

## Biographie
À la suite d'un contrôle antidopage inopiné le 19 mai 2019, le joueur présente un taux de testostérone anormalement élevé qui n'a pas pu être secrété de façon naturelle. Il encourt alors une sanction pouvant aller jusqu'à 4 ans de suspension.
Après examen du second échantillon, et confirmation du taux anormal de testostérone, le Stade français procède à son licenciement pour faute grave.